# 山本貫太
山本 貫太（やまもと かんた、1996年6月23日 - ）は、ジャパンラグビーリーグワンレッドハリケーンズ大阪に所属するラグビー選手。

## プロフィール
- 兵庫県出身[1]。
- ポジションはフルバック(FB)。
- 身長 177 cm、体重 87 kg
- ニックネームはかんた。

## 略歴
2015年、常翔学園高校卒業後、立命館大学に入る。
2019年、立命館大学卒業後、NTTドコモレッドハリケーンズ(現・レッドハリケーンズ大阪)に加入。
2020年1月12日にジャパンラグビートップリーグ第1節三菱重工相模原ダイナボアーズ戦に先発出場で公式戦初出場を果たす。